# Mohammed Abdu
Mohammed Abdu Othman Al-Aseeri (arabe : محمد عبده عثمان العسيري) est un chanteur saoudien, au répertoire romantique, religieux et patriotique, surnommé "l'Artiste des Arabes", considéré comme un trésor culturel de la musique en langue arabe, il fait partie du patrimoine artistique de la chanson moyen-orientale.

## Biographie
Mohammed Abdu est né le 12 juin 1949 à Abha (أبها), la capitale de la province d'Asir en Arabie saoudite.
Son père, Abdou Othman Al-A'asiri, était un pêcheur de modeste condition, à Tuhamat, dans région d'Asir qui eut six enfants avec son épouse Salma Nasr-Allah. Ils s'installèrent à Djeddah quand son père décida de prendre un nouvel emploi comme maçon, mais Il décèda à la suite d'une maladie en 1953 alors que Mohammed Abdu n'avait que trois ans. Sa mère veuve et sans ressource dut s'installer, avec lui et ses deux autres frères et sœurs, dans un foyer yéménite pour familles orphelines, appelé Ribat Abu-Zinadah. Il a passé toute son enfance dans le port de Djeddah, et grâce à l'aide du futur roi Fayçal ben Abdelaziz Al Saoud il put suivre des études dans une école pour les orphelins.
Mohammed Abdu s'était déjà fait remarquer pour sa voix de chanteur en 1960, alors qu'il avait 12 ans et qu'il chantait dans une émission de radio appelée 'Baba Abba's'. Il était déjà joueur de Oud.
Durant son adolescence, il partagera son temps entre les petits boulots et ses études, jusqu'à obtenir en 1963 un diplôme dans l'industrie maritime à l'Institut industriel de Djeddah : il était destiné à devenir ingénieur dans la construction navale. L'institut lui versait alors 100 riyals par mois pendant ses années d'études, ce qui lui permit d'installer sa famille dans une petite maison individuelle.
Il refusa finalement de se perfectionner dans la construction navale en Italie, son destin est alors tracé vers une carrière musicale, quand, aidé par le poète Tahir Zamkhashri, il partit à Beyrouth (Liban) où il rencontre le compositeur syrien Mohamed Mohsen pour enregistrer sa première chanson "Khassamat Aani Min Sinin". Au Liban, il commença sa carrière par des chants religieux inspirés du patrimoine culturel yéménite. Il retourna ensuite en Arabie Saoudite d'où fut lancée sa grande carrière internationale.
En 1970 il a fondé la maison de disque Sout El Jezira (arabe : صوت الجزيرة) installée à Djeddah, qui fut rachetée par Rotana en 2005.
Les années 1980 sont l'âge d'or de sa musique selon les critiques de la musique arabe, sa notoriété déjà grande dans les pays du Golfe et dans le monde arabe en général, dépasse alors les frontières du Moyen-orient. Il s'éclipsa ensuite de la scène de 1990 à 1997, pour différentes raisons, dont, la guerre du Golfe et la disparition de sa mère. Enfin, en 1997 il sort plus de 5 albums en une année.
En 2008, il a participé au Festival des Musiques sacrées de Fès, créant pour cette occasion une chanson en hommage au Maroc: "Ard El Maghreb" (Terre du Maroc).
Le 7 juin 2014 il est un des grands artistes invités de la 13ème édition du Festival Mawazine à Rabat (Maroc),, dont il fait le concert de clôture.
Dans le cadre de la nouvelle politique de l'Autorité générale pour le divertissement initiée en 2016 avec le programme Vision 2030, est autorisé un grand concert à Djeddah le 30 janvier 2017, le premier depuis 2010,, Mohammed Abdu se produit lors de cet évènement après l'annulation sans explication en septembre 2016 d'un concert prévu à Ryad, la capitale d'Arabie Saoudite . Mohammed Abdu y avait chanté la dernière fois en 1988 et le dernier concert connu y eut lieu en 1992.
Juste avant l'accession au pouvoir du prince héritier Mohammed ben Salmane Al Saoud, pour la première fois depuis 30 ans, eut lieu à Ryad le 9 mars 2017 un grand concert de Rashed al-Majed et de Mohammed Abdu, qui mettait fin à l'interdiction des concerts publics dans le Royaume, réunissant à guichets fermés un public uniquement masculin de 2000 spectateurs,,.
Au moins d'août 2018, il dut reporter son grand concert à Dubai, au Sheikh Rashid Hall au Dubai World Trade Center d'un jour à cause des funérailles de son frère  Osman Abdu Othman Al Dahl al-Assiri. Il avait déjà du souffrir de la perte de son plus jeune frère, son manager, au mois de juillet et néanmoins assurer un concert au théatre Muftah à Abah, sa ville natale.
Le 23 septembre 2018, à Jeddah, il chanta le jour de la fête nationale saoudienne, à l'occasion d'un grand évènement musical, organisé par la société de production Rotana, pour marquer l’anniversaire de l’unification du Royaume en un État souverain en 1932.

## Chansons
Ses premiers succès dès 1967 : «Ouaalil kalbi», «Sakabat Doumoua Aayni» et «Lana Allah».
Ses titres célèbres ; «Mohtaj liha», «Habitek Habibi», «Abaatadir», «Kolak Nadar».

## Albums
On compte en 2018 la sortie de 65 albums de Mohammed Abdu.
- 2018, Omry Naher,10 chansons
- 2017, Ramad Al Masabeeh, 8 chansons
- 2016, Ya Rahila, 6 chansons
- 2016, Aali Al Skoot, 4 chansons

## Vie privée
Il fut marié en 1983 avec Umm Abdul Rahman,de nationalité saoudienne, dont il divorça en 2009 et avec qui il a eu 9 enfants : Noura, Haifa, Ward, Rym, Dalal, Abderrahman, Badr, Khaled, et Alya.
En 2011 il se remarie avec une française d'origine algérienne  à la suite d'un séjour en France pour des raisons de santé. Il a deux enfants issus de cette nouvelle union, un fils, Khalid, son huitième enfant, et en 2018, une fille prénommée Anoud.